# Poniatów (Basse-Silésie)
Pour les articles homonymes, voir Poniatów.
Poniatów est une localité polonaise de la gmina de Bystrzyca Kłodzka, située dans le powiat de Kłodzko en voïvodie de Basse-Silésie.

## Histoire
De 1818 à 1945, Peucker fait partie de l'arrondissement d'Habelschwerdt dans le district de Breslau au sein de la province de Silésie.